# Tsubasa Oshima
Tsubasa Oshima (大島 翼 Ōshima Tsubasa?, nacido el 9 de diciembre de 1983 en Ageo, Saitama) es un exfutbolista japonés. Jugaba de defensa y su último club fue el Kamatamare Sanuki de Japón.

## Trayectoria

### Clubes
| Club                | País  | Año         |
| ------------------- | ----- | ----------- |
| Ventforet Kofu      | Japón | 2007        |
| Fagiano Okayama     | Japón | 2007 - 2009 |
| Matsumoto Yamaga FC | Japón | 2010        |
| Kamatamare Sanuki   | Japón | 2011 - 2012 |